# Скантлин, Уэс
Уэсли Рэйд Скантлин (англ. Wesly Reid Scantlin; род. 9 июня 1972, Канзас-Сити) — американский музыкант, композитор, вокалист и основатель американской пост-гранж-группы Puddle of Mudd.

## Детство и молодость
Уэс Скантлин родился 9 июня 1972 года в городе Канзас-Сити, штат Миссури.
Там же окончил среднюю школу Park Hill в 1990 году.
В детстве Уэс любил ходить на рыбалку и плавать с друзьями на озере. Он также играл в софтбол и футбол. Мать Уэса купила ему гитару и усилитель в качестве рождественских подарков, и это было его первое знакомство с музыкой.

## Музыкальная карьера
Скантлин основал рок-группу Puddle of Mudd в 1991 году, где в ней он вокалист и гитарист с тех пор, как они выпустили свой дебютный EP Stuck в 1994 году. Они выпустили первый только уже демо-альбом Abrasive в 1997 году. Затем через два года группа распалась. Но вскоре в 2000 году группа вновь воссоединилась, благодаря Фреду Дёрсту из Limp Bizkit, которому понравились демозаписи Puddle of Mudd и предложил Уэсу собрать новую группу, но из старого состава в ней остался только Уэс. Вскоре к группе присоединились ещё три новых участника; Пол Филипс, Грег Апчёрч и Дуг Ардито. Группа записала свой дебютный студийный альбом Come Clean в периоде с октября 2000 — по январь 2001 гг. 28 августа того же года был выпущен альбом, который, впоследствии, стал самым успешным в карьере группы. В 2003 году группа выпустила Life on Display. Затем они выпустили альбом Famous в 2007 году и Volume 4: Songs in the Key of Love & Hate 2009 году. Спустя 10 лет группа выпустила новый альбом Welcome to Galvania.
Уэс гастролировал с гитаристом Alice in Chains Джерри Кантреллом. Скантлин работал с Карлосом Сантаной над его альбомом All That I Am и над песней «Just Feel Better». Песня была записана со Скантлином и Стивеном Тайлером.
Уэс Скантлин занимает 96-е место в списке 100 лучших метал-вокалистов всех времён по версии журнала Hit Parader.
На Скантлина повлияли такие рок-группы, как: AC/DC, Aerosmith, Nirvana, Alice In Chains, Van Halen, Pearl Jam и Led Zeppelin.

## Личная жизнь
Уэс был женат на актрисе Мишель Рубин. Затем он женился на Джессике Николь Смит в январе 2008 года. Пара подала на развод в 2011 году и они официально развелись в мае 2012 года. Есть у Уэса сын Джордан, который родился в 1997 году. Первая жена Скантлина Мишель Рубин была показана в видеоклипе к песне Blurry вместе со Скантлином.

## Проблемы с законом и инциденты

### Аресты
Уэс Скантлин не раз был арестован за свою жизнь. В 2002 году он и его тогдашняя жена, актриса Мишель Рубин, были арестованы за обвинения в насилии после того, как свидетели сообщили, что видели пару по дороге на видеосъёмку, сражавшуюся на обочине шоссе 126 в Пиру, штат Калифорния. Несколько свидетелей сообщили, что видели, как Скантлин загонял Рубина в джип, управляемый неизвестным третьим лицом. Скантлин и Рубин были арестованы и освобождены после внесения залога в 20 000 долларов за каждого.
24 сентября 2007 года доступ Уэса был запрещён в Грейсленде после входа в закрытый бассейн. 11 декабря 2011 года IRS преследовали Скантлина за неуплату налогов в 60 000 долларов.
4 апреля 2012 года Скантлин был арестован в Калвер-сити, штат Калифорния, за хранение кокаина, вождение в нетрезвом виде и без водительских прав. Он согласился на посещение реабилитационной клиники по наркотикам, чтобы отменить своё возможное пятилетнее тюремное заключение. 4 сентября 2012 года Скантлин был арестован во время путешествия на беговом рейсе из Бостона в Лос-Анджелес из-за хулиганства в нетрезвом состоянии. Самолёт должен был совершить аварийную посадку в Остине, штат Техас, где Скантлин был обвинён в пьянстве. В мае 2013 года Скантлин снова был арестован по обвинению в бытовом насилии после того, как он якобы притащил свою бывшую жену, а затем потянул её за руку или рубашку. В 2013 году Скантлин был арестован по обвинению в преступном вандализме после того, как он использовал циркулярную пилу для уничтожения имущества в доме своего соседа. 4 января 2014 года компания American Express подала в суд на Уэса за неуплату долга.
Скантлин продолжал сталкиваться с юридическими проблемами в 2015 году; 16 января он был арестован в международном аэропорту Денвера после того, как совершил прогулку на багажной дорожке и въехал в зону ограниченного доступа. 15 апреля он был арестован и обвинён в хулиганстве в международном аэропорту Митчелла в Милуоки, штат Висконсин. 26 июля он был арестован рано утром после того, как ведущие депутаты шерифа из округа Ренвилл, штат Миннесота на скоростной погоне свыше 100 миль в час. Скантлин столкнулся с обвинением в совершении уголовного преступления за бегство полицейского в автомобиле и двумя грубыми правонарушениями за вождение под воздействием алкоголя (DUI), но в конечном итоге обвинения были сняты. 5 августа, менее чем через две недели после своего последнего ареста, Скантлин был арестован в Стерджисе, штат Южная Дакота, за вождение в нетрезвом виде.
Скантлин также был арестован в 2016 году; 10 января он попытался вновь войти в дом, потерянный в результате потери права выкупа в прошлом году, и был арестован за уничтожение имущества внутри резиденции. 2 апреля Скантлин был арестован в своём доме в Лос-Анджелесе после противостояния с 30 вооружёнными полицейскими. 16 августа Скантлин был пойман, выпив незадолго до полёта в Луисвилл, штат Кентукки. Его сняли с рейса и поэтому пришлось отменить запланированное выступление в Луисвилле. 23 августа соседи вызвали полицию из-за Скантлина, чтобы установить фальшивую бомбу на его машину, пытаясь удержать воров от проникновения в их дом. Поддельное взрывное устройство Скантлина, состоящее из проводов, прикреплённых к автомобильному мотору и бензобаку, вызвало отряд бомбардировщиков и эвакуацию четырёх соседних зданий.
9 сентября 2017 года Скантлин был арестован в международном аэропорту Лос-Анджелеса после того, как попытался сесть в самолёт с пистолетом ВВ, наряду с другими обвинениями. Его залог был установлен на уровне 850 000 долларов.

### Инциденты на сцене
Во время шоу 2004 года в ночном клубе Headliners в Толедо, штат Огайо, Скантлин вышел на сцену со своей группой, но были сыграны только четыре песни из-за того, что Уэс был пьян. В результате, его товарищи по группе
разочаровались и ушли со съёмочной площадки, оставив Скантлина одного на сцене.
16 апреля 2014 года у Скантлина произошёл инцидент на сцене во время шоу в Trees Dallas, в котором он бросил микрофон и пиво в аудиторию, а также стал угрожать и пытаться физически напасть на зрителей.
Во время живого выступления 2 апреля 2015 года у Скантлин разбил свою гитару, наушники и часть ударного набора.